# Roberto Raschi
Roberto Raschi (* um 1964) ist ein san-marinesischer Politiker.
Raschi trat 1994 in  den Partito Socialista Sammarinese ein. Er wurde Sekretär der Partei in Dogana, Mitglied des Parteivorstandes und war für die Organisation der Partei verantwortlich. Von 1995 bis 1999 war er Gewerkschaftsfunktionär. Raschi wurde 2001 für den PSS ins san-marinesische Parlament, den Consiglio Grande e Generale, gewählt. Er wurde Mitglied im Außen- und Justizausschuss sowie im Consiglio dei XII. Für die Amtsperiode vom 1. Oktober 2004 bis 1. April 2005 wurde Raschi gemeinsam mit Giuseppe Arzilli zum Capitano Reggente, dem san-marinesischen Staatsoberhaupt, gewählt.
Der PSS vereinigte sich 2005 mit dem Partito dei Democratici zum Partito dei Socialisti e dei Democratici.  Bei den Parlamentswahlen 2006 zog Raschi für den PSD erneut ins Parlament ein. Bei den Wahlen vom November 2008 kandidierte er nicht. 2012 Kandidierte er erneut auf der Liste der PSD verfehlte jedoch mit Platz 17 den Einzug in den Consiglio Grande e Generale, in dem die PSD 10 Abgeordnete stellte. Raschi ist Angestellter der san-marinesischen Sozialversicherung ISS.
Raschi wohnt in Falciano, ist verheiratet und Vater von einer Tochter und zwei Söhnen.
Raschi wurde 2004 der Orden Stern von Rumänien verliehen.